# Zwerg Bumsti
Der Zwerg Bumsti ist eine 1949 vom Wiener Künstler und Grafiker Teja Aicher (1909–1979) erfundene Figur und Comicreihe. Die in Reimform erzählten Geschichten und Abenteuer des Zwerges erschienen als ganzseitiger Comic in der österreichischen Zeitschrift Wunderwelt.

## Inhalt
Der pausbäckige Zwerg ist mit einer roten Zwergenkappe, einer roten Jacke und einer blauen Hose bekleidet. Er lebt mit seiner Frau, der Maus, in einem Pilzhaus im Zwergenland. Bumstis „Freunde“ sind die Zwerge Jobs und Baldwin. Die Maus ist zwar grau, aber keineswegs unauffällig. Sie hat ein feines Gehör und sehr skeptisches Naturell, das nur von einer karierten Küchenschürze gemildert wird.

## Adaptionen
1975 realisierte Arminio Rothstein die Welt von Zwerg Bumsti als Puppenspiel. Die von ihm und seiner späteren Gattin Christine Rothstein geschriebenen 40 Geschichten wurden als „Wichtelgeschichten“ im Betthupferl jeden Tag um 17:55 Uhr im FS 1 (ORF) gesendet.
Die Serie wurde 1975 erstmals in rund 40 Folgen ausgestrahlt und 1982 nach einer Wiederholung eingestellt, weil die Rollenbilder des Zwerges und seiner im Haushalt tätigen Frau nicht mehr zeitgemäß erschienen. Zwerg Bumsti sei ein Pascha und die dargestellte Ehe mit der verheirateten „Maus“ sei frauenfeindlich. Da diese Meinung 30 Jahre nach dem Tod des Schöpfers aufkam, konnte dieser selbst keine Stellung dazu nehmen. Das Österreichische Werbemuseum, das einige Folgen von Frau Christine Rothstein, Betreiberin von Arminio Rothsteins „Puppentheater Arlequin“ zur Verfügung gestellt bekommen hatte, berichtete, dass die Forschung anlässlich der Ausstellung „60 Jahre Wunderwelt – Kinderwelt“ im Bezirksmuseum Alsergrund (9. Oktober 2008 bis 1. Februar 2009) ergeben hat, dass Teja Aicher mit Bumsti – dem faulen und pfeifenrauchenden Zwerg – sich selber dargestellt hat und die graue Feldmaus seine persönliche Sicht der eigenen Gattin gewesen sei.
Bei der Grazer Süßwaren-Firma Englhofer (heute im Eigentum von Storck) gab es Bumsti-Gummibonbons. Deshalb fand sich in der Wunderwelt oft Werbung für diese Bonbons.